# Makeni

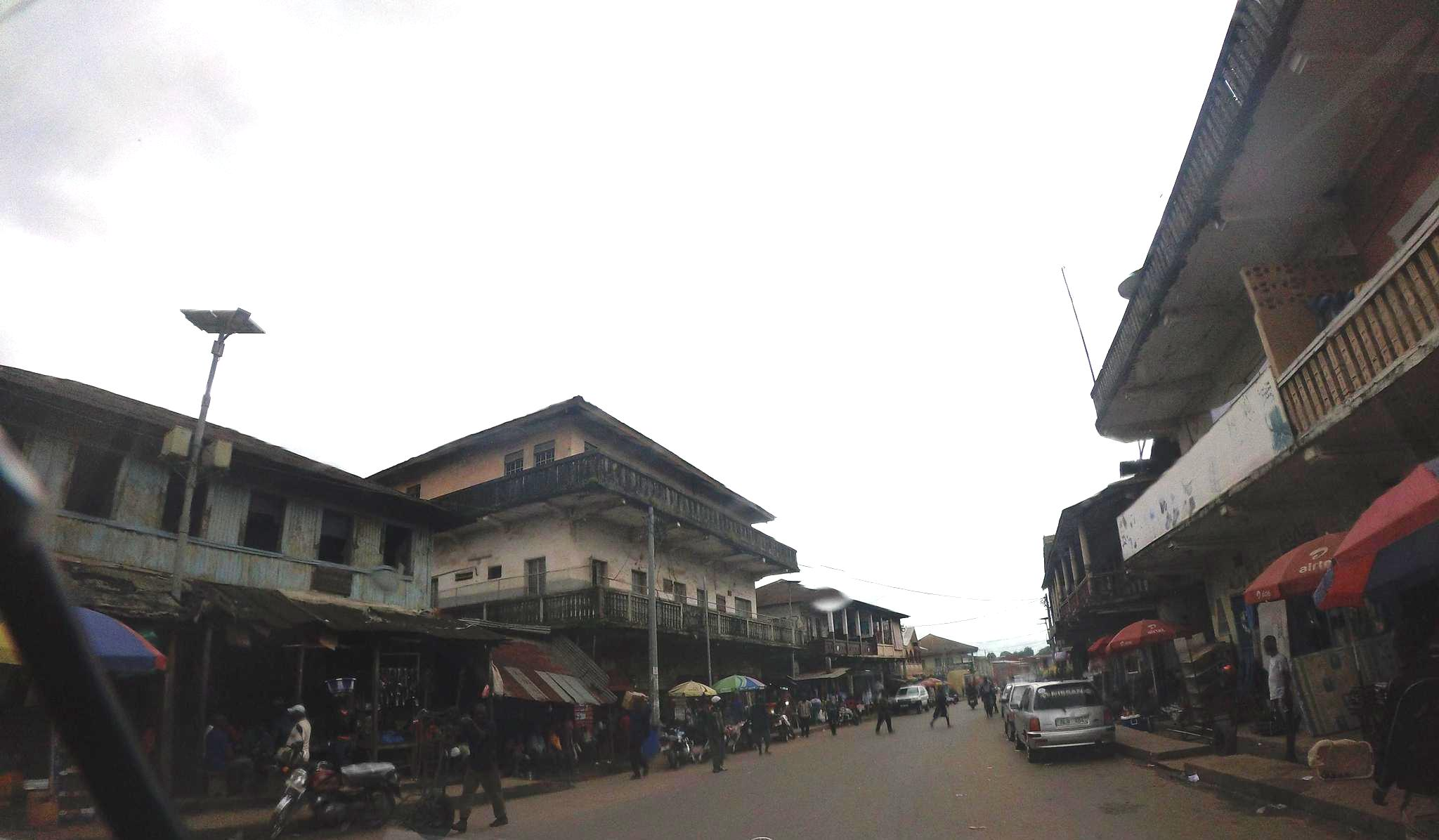
Innenstadt von Makeni

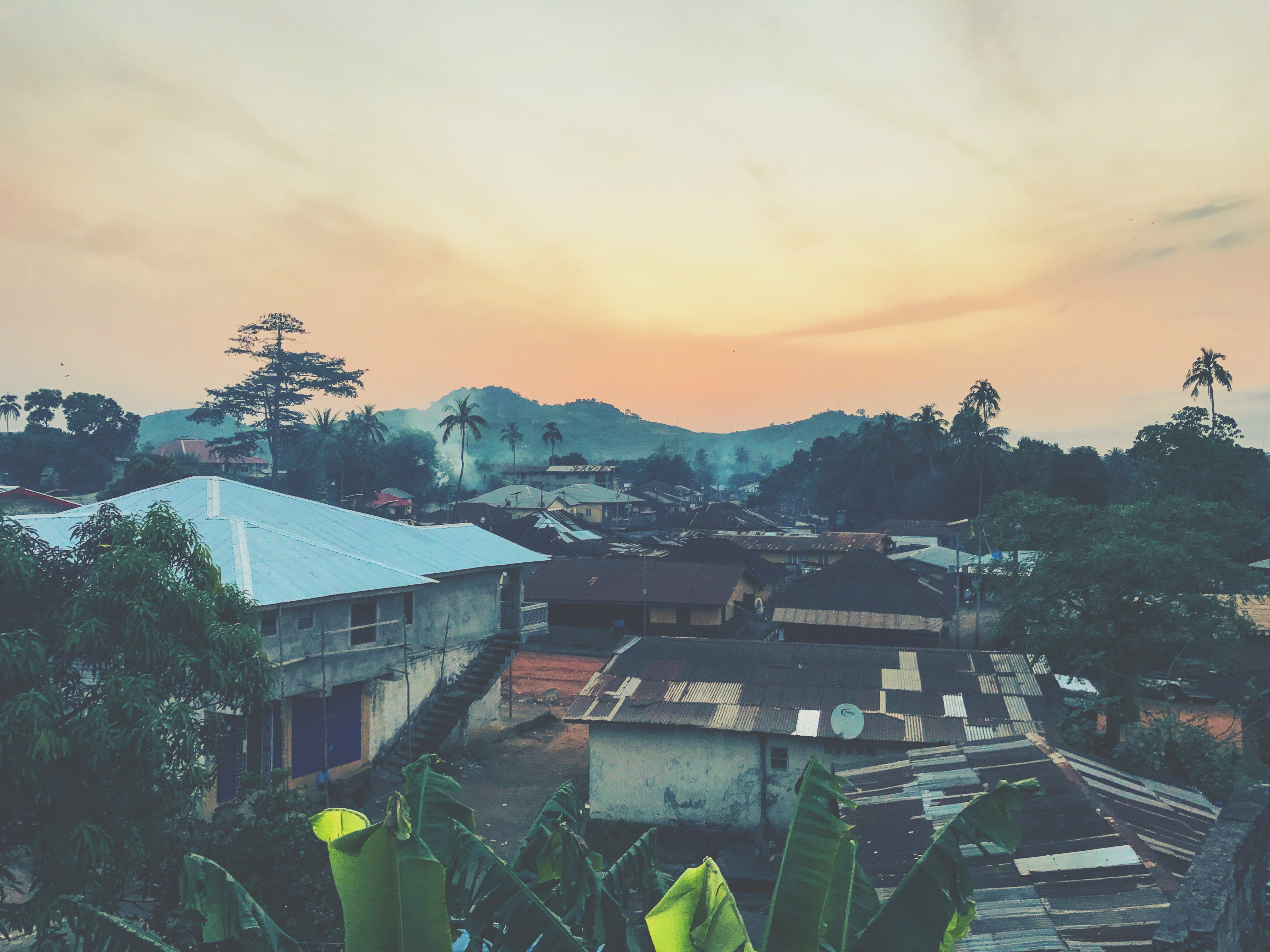
Blick auf Makeni

Makeni ist die Hauptstadt der Provinz Northern sowie des Distrikts Bombali in Sierra Leone. Die Stadt liegt im Bombali-Sebora-Chiefdom, etwa 120 Kilometer nordöstlich der Hauptstadt Freetown.
Makeni ist Sitz des Bistums Makeni.
Die Einwohnerzahl beträgt etwa 85.116 (Stand 2021).
Makeni war bis zum Bürgerkrieg in Sierra Leone bekannt für einen größeren Markt und eine Moschee. Die Revolutionary United Front (RUF) machte die Stadt zu ihrer Basis. Im Bürgerkrieg gab es größere Beschädigungen an den Gebäuden.
In Makeni befindet sich mit der University of Makeni eine Hochschule.

## Städtepartnerschaften
- Wilkinsburg, Pennsylvania, USA